# هیورن (داکوتای جنوبی)
هیورن(به انگلیسی: Huron) شهری در ایالت داکوتای جنوبی کشور ایالات متحده آمریکا است که جمعیت آن در سرشماری سال ۲۰۱۰ میلادی، ۱۲٬۵۹۲ نفر بوده‌است.